# Фраат IV
Фраат IV — царь Парфии, правил в 37 — 2 годах до н. э. Из династии Аршакидов. Сын Орода II.
В конце 38 года до н. э. Фраат IV был назначен наследником престола, после того как в войне с Римом погиб старший сын и соправитель Орода II Пакор. Вскоре он попытался отравить своего престарелого отца при помощи дозы аконита. После того как это не удалось (яд подействовал как лекарство), он прибегнул к удушению. Первый известный выпуск монет Фраата датируется июнем 37 года до н. э.

## Биография

### Предпосылки к войне с римлянами
Для того чтобы обезопасить себя, Фраат IV вскоре убил и своих братьев и таким образом, очевидно, избавился от какой-либо оппозиции своей власти. Но короткое время спустя Фраату пришлось устранить многих влиятельных парфян, тогда как уцелевшие нашли убежище у других народов и в отдалённых городах. Некоторые из них даже искали защиты у римлян, в том числе аристократ Монес, человек очень известный и богатый, проявивший себя в качестве командующего войсками в недавно закончившейся войне. Марк Антоний отдал Монесу три города — Лариссу (Сизару), Аретузу (Рестан) и Иераполь (Мамбидж) и пообещал ему парфянский трон.
Монес обещал Антонию повести римскую армию и был уверен, что сможет легко завоевать почти всю Парфию. Воодушевлённый столь благоприятно складывающейся ситуацией, Антоний приготовился к войне против Парфии. В конце 37 или в начале 36 года до н. э. Публий Канидий Красс заставил Армению стать римским союзником и затем повернул на север, чтобы разбить иберов и албанов, таким образом предотвратив угрозу атаки предполагаемой экспедиции с тыла.
Фраат начал переговоры с Монесом и убедил его вернуться в Парфию, чему Антоний не стал препятствовать, поскольку уничтожение Монеса оттолкнуло бы от него проримски настроенных парфян. Вместе с ним были отправлены посланники с заверением, что Антоний согласен заключить мир, если парфяне вернут знамёна, захваченные при разгроме Красса в битве при Каррах в 53 году до н. э., а также уцелевших с того времени пленных. Пока велись переговоры, Антоний продолжал готовиться к войне, причём наиболее важным было договориться с союзниками, чтобы они поставили ему кавалерию. Самым могущественным из союзников римлян был царь Армении Артавазд. В целом силы под командованием Антония насчитывали около 100 000 человек, разделённых следующим образом: 60 000 легионеров (античные авторы называют от 13 до 18 легионов), 10 000 иберийских и кельтских всадников и 30 000 союзников, как кавалеристов, так и легковооружённых солдат, включая 7000 пехоты и 6000 конницы, предоставленных Артаваздом.

### Разгром парфянами обоза римлян
Артавазд советовал напасть на Мидию Атропатену, поскольку правитель этой страны, также по имени Артавазд, и все его войска находились на Евфрате вместе с парфянами. Проводник, который вёл римлян на север, к границам Атропатены, а позже даже и сам Артавазд были обвинены в пособничестве парфянам; однако это обвинение, возможно, объясняется желанием переложить на них ответственность за случившееся поражение. Для того чтобы ускорить наступление, Антоний оставил позади свой медленно двигающийся обоз, орудия для осады (которые перевозились на 300 повозках) и всех вьючных животных. Примерно два легиона под командованием Оппия Стациана получили задание доставить их как можно быстрее. Поскольку в местности, которую предстояло пересечь, не было крупноствольного леса, осадные машины нельзя было соорудить прямо там; так что если они были необходимы, то армии приходилось перевозить их самой. Антоний взял с собой кавалерию и лучших пехотинцев и поспешил к столице Мидии Атропатены Фрааспе (Тахт-е Солейман), которую ему пришлось осадить. Отсутствие осадного снаряжения вызвало серьёзные затруднения, так как вместо обычных осадных башен Антонию пришлось строить огромные насыпи. Когда Фраат увидел, что осада хорошо укреплённого города с сильным гарнизоном наверняка задержит Антония на некоторое время, он переключил своё внимание на обоз. Стациан, отрезанный от своей охраны, был окружён кавалерией и убит в сражении вместе со всеми своими людьми. Парфяне уничтожили столь ценные для римлян осадные машины и перевозимое обозом имущество. Среди многочисленных пленников, захваченных в бою, был царь Понта Полемон, которого впоследствии освободили за выкуп. Артавазд Армянский дезертировал либо перед этой битвой, которая, видимо, и стала причиной полной неудачи римского вторжения, либо вскоре после неё, когда он потерял всякую надежду на победу римлян. Помимо собственных войск, он увёл некоторые из союзных римлянам отрядов общей численностью 16 000 человек. Антоний, поспешивший с подкреплением на призыв посланцев от Стациана, нашёл на месте сражения только мёртвые тела.

### Отступление Антония
Теперь римский военачальник оказался в чрезвычайно трудном положении. На поиски продуктов питания он вынужден был отправлять команды фуражиров, которые, если были маленькими, то истреблялись врагами, а если они были достаточно большими, способными себя защитить, то за счёт этого уменьшались силы осаждающих, и население Фрааспы могло совершать успешные вылазки и уничтожать осадные сооружения. Легионеры, хотя их и защищали пращники, несли потери от парфянских лучников и их тактики быстрых кавалеристских набегов. Поскольку ни одна из сторон не хотела продлевать кампанию до наступления зимы, Антоний предпринял последнюю, но безуспешную попытку получить назад захваченные парфянами штандарты и пленников ещё до снятия осады. После всех переговоров, оказавшихся неудачными, Антоний начал отступление.
Фраат ожидал, что римляне будут возвращаться той же дорогой, что и пришли, но дружественный римлянам мард (более поздние авторы Веллей Патеркул и Флор представляют его как выжившего участника похода Красса, поселённого в Маргиане) посоветовал Антонию идти по холмам, а не по открытой, безлесной равнине, чтобы избежать нападения конных лучников. Ему также было сказано, что путь через холмистую местность короче, там легче достать пропитание и есть дополнительное преимущество: он пролегает через многие деревни. Вместе с проводником-мардом он отправился этой дорогой, и в течение двух дней всё шло хорошо. На третий же день, когда Антоний ослабил бдительность и шёл открытым походным порядком, он достиг того места, где дорога недавно была затоплена из-за разрушенной плотины. Предупреждённый своим проводником о том, что это дело рук парфян, Антоний приказал своим людям построиться в боевой порядок. Едва его приказ был выполнен, как римлян окружила парфянская кавалерия. Легковооружённые отряды заставили парфян отступить лишь на короткое время, но атаки кельтских всадников оказались весьма эффективными.
Затем Антоний построил свои войска в каре, фланги которого прикрывали пращники и метатели дротиков, тогда как всадники должны были отражать парфянские атаки контратаками. Таким образом колонна могла двигаться вперёд, хотя и медленно. На пятый день такого марша один из военачальников Антония Флавий Галл со своими людьми, отражая нападение парфян, увлёкся атакой и был окружён. Гибель воинства Галла казалась неминуемой, если бы на выручку не подоспел сам Антоний и не отразил натиск парфян. Тем не менее 3000 римлян были убиты, 5000 — ранены, включая Галла, который вскоре умер. На следующий день парфяне — а их, говорят, насчитывалось около 40 000 человек, — надеялись завершить разгром римских войск, но легионы собрались с силами и встретили атаку, построившись черепахой. Парфяне, введённые в заблуждение этим морем щитов, решили, что римляне отказываются от борьбы, поэтому спешились и атаковали в пешем строю. Как только они приблизились, легионеры бросились на них со своими короткими мечами, убивая врагов, находящихся в первых рядах, и обращая в бегство остальных. Затем столь утомительное отступление было продолжено.
Между тем к голоду, которым страдали римляне с самого начала отступления, прибавилась жажда, так как войско вступило в безводную местность. Измученным жаждой солдатам приходилось пить воду с большим содержанием соли, причём воины несли воду во всех имевшихся сосудах и даже в своих шлемах. Многие умирали не выдержав тягот пути. Наконец, спустя 27 дней после своего ухода от Фрааспы, римляне дошли до реки Аракс — границы между Мидией и Арменией. Парфяне не стали преследовать римскую армию на другом берегу реки.
Эта экспедиция стоила жизни примерно 35 000 римлян и их союзников, причём чуть ли не половину унесли болезни. Плутарх рассказывает о гибели 20 тысяч пехотинцев и 4 тысяч всадников, не считая легионеров, погибших со Статианом при обороне обоза. Веллей Патеркул говорит, что римляне потеряли четверть всех воинов, треть вспомогательных отрядов, весь обоз. В 18 оборонительных боях римляне сумели сохранить свои силы от полного уничтожения. Фраат отпраздновал победу перечеканкой тетрадрахм Антония и Клеопатры, захваченных в качестве добычи, своими собственными монетными типами. Римляне ещё раз получили урок: если парфяне не обладали ни достаточными силами, ни достаточной организацией, чтобы вытеснить их из Сирии и Малой Азии, то они были достаточно сильны, чтобы отстоять свои земли и не дать римлянам возможности продвинуться за Евфрат. На своей земле парфяне и связанные с ними племена и народы — непобедимы. Римлянам стало ясно и то, что армяне, желая сохранить свою независимость, могут вступать в союзные отношения с Римом, но они — союзники ненадёжные, готовые в любой момент пожертвовать римскими интересами ради своей независимости.

### Война с Арменией
Антоний, прекрасно осознавая, что дезертирство Артавазда Армянского очень дорого ему стоило, тем не менее был вынужден обращаться с ним уважительно и дружелюбно, чтобы получить от него необходимое снаряжение и провиант. Достигнув сирийского побережья, где его встретила Клеопатра, Антоний вместе с ней отбыл в Александрию. Тем временем между Фраатом и его мидийским союзником правителем Атропатены Артаваздом I вспыхнула ссора из-за добычи, захваченной у римлян. Мидиец, боясь потерять свой трон, отправил Полемона к Антонию с предложением союза. Антоний принял это предложение и позднее в качестве награды отдал посланнику царство Малая Армения.
Ранней весной 34 года до н. э. Антоний выступил в поход на Армению. Достигнув столицы Армении Артаксаты, Антоний обманом вынудил Артавазда Армянского прийти в свой лагерь, где его сразу же схватили и заковали в цепи. Затем Антоний сравнительно легко завоевал страну и изгнал за её пределы старшего сына царя Арташеса (Артаксия), вокруг которого сплотились армяне; Арташесу пришлось искать убежища у Фраата. После того как в Армении были размещены гарнизоны, Антоний вернулся в Египет. Армянский царь, его жена и дети, а также большая часть добычи были подарены Клеопатре. В конечном итоге Артавазд украсил своим присутствием триумф, а позже был казнён. Сына Антония и Клеопатры Александра сделали царём Армении, Мидии и Парфии (как только эта страна будет завоёвана), то есть земель от Евфрата до Индии.
В 33 году до н. э. Антоний вновь дошёл до реки Аракс, где заключил договор с мидийским царём Артаваздом I — это был союз против Октавиана и парфян. Произошёл также обмен войсками, мидийский царь получил часть Армении, а его дочь Иотапа была обещана в жены сыну Антония. Также были возвращены римские боевые знамёна, захваченные в результате поражения Стациана.
Вскоре парфяне вместе с Арташесом Армянским, которому они помогли вернуть его царство, были разгромлены Артаваздом Мидийским с помощью римских союзников. Однако разгоревшаяся тем временем борьба между Антонием и Октавианом положила конец завоевательным планам Антония. Позже, когда Антоний отозвал свои войска, Артавазд, в свою очередь, потерпел поражение и был вынужден искать убежища у римлян. Таким образом, Армения и Мидия были потеряны для Рима, первая отошла к Арташесу, а вторая — к Фраату. Остававшиеся там римляне были перебиты.

### Междоусобицы в Парфии
Однако и в Парфии внутренние дела были далеко не благополучны. Фраат после своей победы стал ещё высокомернее и в делах правления стал проявлять чрезмерную жестокость. Его жестокое правление вызвало возмущение как парфянских феодалов, так и простого населения. Во главе недовольных встал некий Тиридат II, военачальник, видимо, заслуживший популярность в войне с Антонием. Обе стороны искали помощи у Октавиана, но он был слишком озабочен войной с Антонием, чтобы заниматься этим вопросом. Клеопатра и Антоний были разгромлены в сражении при Акциуме в 31 году до н. э. и оба предпочли покончить с собой, чтобы не участвовать в триумфе Октавиана. Тиридат одержал победу, и свергнутый Фраат вынужден был прибегнуть к союзу с восточными соседями, названными в античных источниках скифами. Вероятно, это были саки. Борьба шла с переменным успехом. Тиридат, изгнанный одно время из Парфии, жил в Сирии, затем попал в Рим, а по некоторым сведениям даже в Испанию. Затем он снова появился в Парфии (27/26 год до н. э.). Особенно ожесточённая борьба между Фраатом IV и Тиридатом II была именно в этом году, о чём свидетельствуют даты драхм, отчеканенных обоими царями в Месопотамии. На этом карьера Тиридата, видимо, закончилась и с тех пор о нём ничего более не известно.

### Фраат IV и Октавиан Август
Пришедший к власти в Риме Октавиан Август повёл относительно Парфии осторожную политику. Ему была необходима передышка в борьбе за Ближний Восток, так как сначала он стремился восстановить положение в Средиземноморье, поколебленное многолетними гражданскими войнами в Риме. Поэтому он удовлетворился возвращением знамён и пленных, захваченных у Красса и Антония. 12 мая 20 года до н. э., когда Октавиан Август находился в Сирии, римские пленные и боевые знамёна были вручены Тиберию, посланному их принять. Этому символическому акту примирения в Риме придавали большое значение, как это видно по многочисленным монетам, выбитым в честь этого события, по упоминаниям о нём в надписях и литературных произведениях того времени.
Вмешался император Август и в события в Армении. После того как Арташес II очистил Армению от римских гарнизонов, размещённых там Антонием, он сделался её правителем. Армяне были настолько им недовольны, что около 20 года до н. э. попросили прислать брата Арташеса Тиграна, чтобы он царствовал над ними. Этот царевич был воспитан в Риме, и римское правительство могло надеяться, что он будет проводником римского влияния в стране. Поэтому Август послал не только Тиграна, но и армию под командованием Тиберия с целью изгнать Арташеса и посадить на трон его брата. Ещё до приезда Тиберия Арташес был убит армянами, поэтому римские войска оказались, по сути, не у дел. Тигран правил в течение нескольких лет и позднее, возможно, подпал под парфянское влияние, хотя в это время в целом складывалось впечатление, что в Армении, если не фактически, то хотя бы внешне был восстановлен контроль со стороны Рима. Архелаю из Каппадокии была отдана Малая Армения и какие-то земли в Киликии. Ариобарзан, сын прежнего царя Мидии Атропатены, был назначен правителем земель своего отца.

### Последние годы правления
Вскоре после этого, в 20 году до н. э., Август отправил в качестве подарка парфянскому царю Фраату италийскую девушку-рабыню по имени Муза. Неизвестно, играла ли она стратегическую роль как источник информации, или же она была подарена с надеждой на то, что сумеет оказать влияние на парфянского царя. От Музы Фраат имел сына, также названного Фраатом, более известного под уменьшительным прозвищем Фраатак. После рождения этого наследника трона статус Музы повысился — из просто наложницы она стала царицей. Хотя, если верить пергаменту, написанному по-гречески и обнаруженному с двумя другими пергаментами в Авромане (Курдистан), датируемому 291 годом селевкидской эры (21/20 года до н. э.), тогда у Фраата было по меньшей мере четыре царицы: Оленниейра, Клеопатра, Басейрта и Бисфейбанапс.
Около 10 года до н. э. Фраатак достиг того возраста, когда мог стать претендентом на престол, и Муза убедила мужа отправить его старших детей в Рим и таким образом освободить место на троне для её собственного сына. Фраат пригласил М. Тития, тогдашнего наместника Сирии, на встречу и передал ему своих сыновей — Сераспадана, Фраата, Родаспа и Вонона, а также двух из их жён и четверых из их сыновей. На протяжении всего их пребывания в Риме с ними обращались в соответствии с их высоким рангом, и один из них, Фраат, построил храм в Неми, посвящённый, вероятно, богине Исиде.
В самой Парфии возвращение римлянам знамён вызвало ещё большую неприязнь по отношению к Фраату и усилило уже имевшее место недовольство. Сильное централизованное управление в Парфии осталось в прошлом, и в течение нескольких лет Аршакидская империя пребывала в состоянии хаоса. Это стало благодатной почвой для дальнейшей эскалации межпартийной, расовой и религиозной борьбы. Около конца I века до н. э. в Армении произошли события, которые вновь привели к римскому вторжению. Когда незадолго до 6 года до н. э. Тигран III умер, националистическая партия посадила на престол Тиграна IV и его сестру-жену Эрато, которые были детьми умершего царя. Для того чтобы обеспечить вступление на престол кандидата, желательного для Рима, Тиберию было велено отправиться в Армению. Однако он задержался на Родосе. В конечном итоге Август приказал, чтобы некий Артавазд II, возможно, брат Тиграна II, стал правителем Армении. Тигран и Эрато, по всей видимости, были свергнуты, после чего в течение недолгого времени царствовал Артавазд.
Монеты Аттамбела II из Харакены, надчеканенные Фраатом, показывают, что первый потерпел какое-то поражение от своего сюзерена.
Во 2 году до н. э. Муза сделала последний шаг, чтобы обеспечить парфянский трон своему сыну Фраатаку. Фраат, тогда уже очень пожилой человек, был отравлен.